# M.O.D.O.K.
MODOK (también escrito como M.O.D.O.K.; acrónimo inglés de Mobile/Mechanized Organism Designed Only for Killing; Organismo Móvil/Mecanizado Diseñado Solo para Matar, en español) es el nombre de diferentes supervillanos ficticios que aparecen en los cómics estadounidenses publicados por Marvel Comics. 
El primer MODOK es un antiguo empleado de Advanced Idea Mechanics, una organización de tráfico de armas especializada en armamento futurista, que se somete a experimentos médicos mutagénicos sustanciales diseñados originalmente para aumentar su inteligencia. Si bien es exitoso, esta experimentación resulta en una cabeza anormalmente desarrollada, causando la apariencia característica del personaje y el uso de una silla voladora para la movilidad. Después de los experimentos, se rebela contra sus amos y toma el control de AIM. Debutó en la Edad de Plata de los comic-books, MODOK ha aparecido en más de cuatro décadas de la continuidad de Marvel, también protagonista de la serie limitada súper villano Team-Up: MODOK's Eleven # 1 - 5 (septiembre-diciembre de 2008) y una publicación one-shot: MODOK: Reinado de retardo # 1 (noviembre de 2009).
El personaje ha aparecido en otros productos de Marvel: videojuegos, series animadas de televisión, mercancías como tarjetas coleccionables y juguetes. El personaje llega al Universo Cinematográfico de Marvel para Ant-Man and the Wasp: Quantumania (2023), interpretado por Corey Stoll después de haber interpretado a Darren Cross en Ant-Man (2015). La lista de IGN de los 100 mejores villanos del cómic de todos los tiempos clasificó a M.O.D.O.K. Es uno de los villanos más malvados y peligrosos de Marvel.

## Historial de publicaciones
MODOK apareció por primera vez en el título Tales of Suspense # 93-94 (septiembre-octubre de 1967), y se convirtió en un enemigo recurrente para el superhéroe Capitán América, donde fue creado por Stan Lee y Jack Kirby. El escritor Mike Conroy declaró: "Inevitablemente, él (MODOK) volvió a acosar al Capitán América, cuya perfección física le molestaba tanto".

## Historia ficticia

### George Tarleton
George Tarleton es técnico de la organización Advanced Idea Mechanics (AIM). Él nació en Bangor, Maine. Habiendo creado recientemente el cubo cósmico, los científicos de AIM usan mutagénicos avanzados para alterar a Tarleton y crear el superinteligente MODOC (acrónimo de Mental Organism Designed Only for Computing) para estudiar y mejorar al sujeto. MODOC, sin embargo, se vuelve ambicioso, mata a sus antiguos maestros y toma el control de AIM. Llamándose a sí mismo MODOK (Mental Organism Designed Only for Killing), entra en conflicto con el héroe Capitán América, quien intenta rescatar a la agente de S.H.I.E.L.D., Sharon Carter de AIM.
MODOK se convierte en un enemigo recurrente para el Capitán América, luchando contra el héroe en tres ocasiones más, y el último encuentro revela el origen del villano. MODOK también lucha contra Namor el Submarinero y Doctor Doom, el último intentó reclamar el Cubo Cósmico.
MODOK reaparece y secuestra a Betty Ross, convirtiéndola en Arpía mutante con rayos gamma en un intento por destruir a Hulk. El personaje sigue a Hulk y Harpy a un nido flotante, donde el alter ego de Hulk, Bruce Banner, cura a Ross de su condición. MODOK y un equipo AIM llegan a tiempo para matar a la criatura conocida como la Bi-Bestia, el guardián del águila, pero no antes de activar un mecanismo de autodestrucción, forzando a los personajes a huir. MODOK también acepta la oferta de la otra dimensión siendo el Lama Negro y participa en la "Guerra de los Supervillanos", pero no logra obtener el premio y es derrotado por Iron Man.
AIM se siente insatisfecho con la falta de avance científico bajo el liderazgo de MODOK y la obsesión de MODOK por buscar venganza contra los metahumanos, expulsándolo del poder. MODOK intenta recuperar el control de la organización y demostrar su valía desatando un agente nervioso en la ciudad de Nueva York, lo cual es evitado por Ms. Marvel y la Visión. MODOK busca venganza contra Ms. Marvel, primero intenta controlar mentalmente a la heroína y luego contrata al asesino Shi'ar, Ave de Muerte para matarla; Ms. Marvel supera ambos obstáculos y finalmente derrota a MODOK.
Las ambiciones de MODOK crecen y busca la dominación mundial, pero se ve frustrado por Iron Man y el equipo de superhéroes, Los Campeones. Después de un intento de saqueo de los recursos de la Tierra Salvaje y una batalla con Ka-Zar y Hulk, el personaje desarrolla un nuevo agente biológico llamado intentos Virus X de Modok para poner a prueba el agente en el hogar se evita por la Cosa, Sub-Marinero y Capitán América, aunque el villano se escapa y la Cosa casi muere cuando se expone al virus.
Abandonado por AIM por estos fracasos, el personaje revive a Hulk desde hace mucho tiempo por la Abominación, planeando usar el monstruo contra sus superiores. El plan falla cuando se revela que la Abominación es mentalmente inestable, aunque durante el transcurso de la historia, MODOK transforma a la Dra. Katherine Waynesboro (asociada de Bruce Banner) en la Sra. MODOK, una versión femenina de sí mismo. Horrorizado por la indiferencia cruel de MODOK por la vida, Waynesboro exige ser restaurada a la forma humana, y MODOK cumple. Deseando desvincularse de MODOK, AIM contrata a la Sociedad de la Serpiente para asesinar al villano. Tienen éxito, con Víbora de la Muerte dando el golpe mortal. La Sociedad de la Serpiente devuelve el cuerpo de MODOK a AIM, y la organización lo usa como una supercomputadora. Un agente deshonesto de AIM opera de forma remota el cuerpo de MODOK en un intento por destruir a Iron Man, y la batalla termina con la destrucción del cuerpo.
Aunque MODOK había muerto, AIM lo reemplazó temporalmente con su segunda contraparte femenina más leal, y en cierto modo más efectiva, MODAM.
Durante la historia de Taking AIM, MODOK resucita porque AIM necesita MODOK para ayudar con la creación de otro Cubo Cósmico. Eventualmente, MODOK queda varado en una dimensión alternativa, pero se las arregla para regresar con la ayuda involuntaria del grupo villano Headmen. Después de intentar robar un dispositivo que aumenta el poder mental, MODOK acepta ayudar a los Headmen en sus planes de conquista, pero después de tomar el control de AIM una vez más, incumple el acuerdo para evitar un encuentro con el equipo de superhéroes, los Defensores. Choca MODOK con el equipo de superhéroe canadiense Alpha Flight antes de ser capturado por un grupo compuesto por la inteligencia naval de los EE. UU. y un cartel de drogas. MODOK es lobotomizado y empleado para infiltrarse en los satélites espías y manipular el mercado de valores, pero se recupera y explota la situación hasta que es capturado y detenido por S.H.I.E.L.D.
Durante el Especial GLX-Mas, MODOK y AIM se enfrentaron a Dum Dum Dugan y su escuadrón S.H.I.E.L.D. pero fueron derrotados por Chica Ardilla y su compañero Tippy-Toe.
Luego, MODOK busca una muestra de la especie cibernética, la Falange, y luego de breves encuentros con los mutantes X-Men, combate a Ms. Marvel una vez más, la heroína ayudada por su compañero Vengador, Wonder Man durante un elaborado esquema por renegado AIM se ramifica para matar a MODOK, con uno de los pícaros siendo el hijo perdido de MODOK que busca venganza por su abandono. Empleando un esquema elaborado y una doble cruz, MODOK restaura su riqueza y poder personal y se establece a sí mismo como el líder de AIM una vez más.
También se revela que MODOK estuvo involucrado en la creación de Red Hulk y Red She-Hulk y pertenece a la Inteligencia, una organización secreta de supervillanos de nivel genio.
MODOK fue visto en Puerto Rico intentando crear un ejército de monos genéticamente mejorados llamado AIMonkeys para eliminar la recesión en AIM, hasta que fue derrotado por Míster Fantástico, Mujer Invisible y el novato héroe puertorriqueño conocido como El Vejigante.
Durante la historia de Fall of the Hulks, se revela que MODOK es miembro de la Inteligencia, que participó en la creación de Red Hulk y Red She-Hulk. Capturaron a algunos de los hombres más inteligentes y provocaron los eventos que conducirían a la historia de la Guerra Mundial Hulks.
Cuando la Inteligencia somete a varios héroes al rayo de catexia que puede transferir energía radiante de un sujeto a otro, Amadeus Cho también se ve afectado. A diferencia de los demás, que se convierten en "héroes de Hulked-Out", su mente se expande y se vuelve tan poderosa que gana la capacidad de deformar la realidad dentro de un radio de diez pies. Usando este poder, invierte el proceso que creó MODOK, convirtiéndolo de nuevo en George Tarleton, que no sabe mejor que escaparse lo más rápido posible.
George Tarleton fue detenido por el ejército de los EE. UU. Y permanece confinado, donde Bruce Banner de vez en cuando lo llama para ayudar a desactivar los "planes del fin del mundo" que MODOK instaló en el caso de que su plan maestro fallara. Tarleton, sin embargo, parece recordar casi nada de su tiempo como MODOK y de hecho parece estar traumatizado o simplemente un hombre de mente simple.

### MODOK Superior
Desconocido para todos, los planes del día del juicio final que dejó MODOK sirven como una distracción. Los planes mismos están coordinados por un "clúster" de cerebros, clonado de la propia MODOK, que actúa como una supercomputadora no sensible. Este clúster es destruido por Red Hulk y los planes del día del juicio final son detenidos. Sin embargo, uno de los cerebros clonados, en vez de ser utilizado como una computadora orgánica, puede desarrollarse naturalmente y luego cargarse con los recuerdos de MODOK. Este nuevo MODOK (aparentemente libre de las debilidades del original) se declara a sí mismo MODOK Superior y se prepara para hacer su propia marca en el mundo.
Cooperando con la Intelligencia una vez más, MODOK Superior e Inteligencia intentan estudiar el cuerpo de un Caballero Espacial, que se había estrellado en la Tierra por razones desconocidas. Cuando los Vengadores intentan detenerlos, se revela que el cuerpo es el último recipiente para la conciencia de Ultron. En la batalla con los Vengadores, MODOK Superior se enfrenta a Thor, alegando que tiene el poder de un dios, y que es derrotado inmediatamente.
Durante la historia de Fear Itself, MODOK Superior revisa los ataques de Skadi y les dice a sus seguidores que en realidad es la hija de Red Skull, Sin, quien ha aprovechado los poderes de los Asgardianos. Luego ve desde su vigilancia que Red Hulk está luchando contra la Cosa (en la forma de Angrir: Breaker of Souls). Cuando se entera de que Zero / One y Black Fog también están detrás de Red Hulk, MODOK Superior planea llegar primero a Red Hulk. MODOK Superior evita que Black Fog mate a Red Hulk. MODOK Superior se vuelve intangible para evitar ser atacado por Angrir (que dispara a Zero / One's Helicarrier). MODOK Superior tiene su encuentro con Zero / One y ambos declaran una tregua para ayudar a combatir a los soldados de la Serpiente. Durante ese tiempo, MODOK Superior comienza a desarrollar un flechazo en Zero / One.
En el prólogo de la historia de Avengers vs. X-Men, MODOK Superior apunta a un excientífico de AIM llamado Dr. Udaku que estaba siendo escoltado al Pentágono por las fuerzas de Wakanda. Antes de que MODOK Superior pueda quemar al Dr. Udaku, la Bruja Escarlata llega y lucha contra MODOK Superior, donde peones MODOK más pequeños rodean a la Bruja Escarlata. En el último momento, Ms. Marvel y Spider-Woman llegan y ayudan a derrotar a MODOK Superior y AIM.
MODOK Superior y algunos Agentes de AIM deshonestos se unieron a S.H.I.E.L.D. para llegar a un acuerdo para acabar con Andrew Forson (el actual líder de AIM).
Después de un breve retiro, Modok Superior regresó y abrió un grupo de asesinos llamados los Agentes de Modok ( Mercenary Organización Dedicated O ólo a KIlling) donde mataron a la gente mala. Sin embargo, cometió el error de reclutar a Gwenpool cuando mató a su principal asesino y se atribuyó el mérito de sus asesinatos. Cuando descubrió que ella no era una superhumana y no tenía entrenamiento especial, intentó eliminarla, pero ella se volvió contra él y lo envió al espacio con un ojo lesionado y equipo dañado. Luego se hizo cargo de su agencia por un breve tiempo, pero cuando sus planes derrotaron a un grupo de traficantes de armas alienígenas pero no les dieron dinero (habiendo convertido al cliente, un viejo Doombot que escapó de una pelea en el pasado con Chica Ardilla contra ellos) la agencia se disolvió y todos siguieron su propio camino.
MODOK Superior y un grupo de miembros de AIM atacaron una aeronave HYDRA para capturar a Shiklah, que estaba bajo su custodia. Deadpool la salvó y robó la silla MODOK Superior. MODOK Superior fue llevado al hospital donde juró vengarse de Deadpool por robar su silla.

## Poderes y habilidades
George Tarleton se somete a un proceso mutagénico que le otorga sobrehumana inteligencia, incluyendo una memoria de ordenador como la capacidad de rastrear y retener grandes bancos de datos de información muy rápidamente y resolver problemas matemáticos abstractos casi instantáneamente. También tiene la capacidad de calcular la probabilidad matemática de cualquier evento cuando ocurra; una habilidad tan fuerte que limita con la precognición. Sin embargo, su creatividad se mantiene en el nivel humano promedio. Como MODOK, el personaje también tiene poderes psíquicos que le permitan controlar mentalmente a las personas y grupos grandes, y generar campos de fuerza capaces de resistir las explosiones nucleares de menor importancia. 
Gracias a la tecnología AIM, MODOK lleva una diadema que le permite enfocar su energía mental en un rayo devastador. Un efecto secundario de la mutación fue el crecimiento de la cabeza de Tarleton hasta el punto por el que su cuerpo ya no puede soportar el peso, lo que exige el uso de un exoesqueleto y silla flotante. La silla está equipada con una variedad de armas incluyendo misiles y láseres.
De vez en cuando, Tarleton tenía el uso de un vehículo humanoide gigante que tenía un tamaño proporcional a la cabeza. Los órganos de Tarleton también se desgastan rápidamente, haciendo necesario el uso de clones cosechados, cuyos órganos se utilizan para sostenerlo. Como el líder de AIM, MODOK cuenta con tecnología avanzada y un ejército personal a su disposición.

## Otras versiones

### Marvel Adventures
Una versión llamada "MODOC" (Mental Organism Designed Only for Conquest) aparece en el título de Marvel Adventures: Los Vengadores, girando brevemente los Vengadores en versiones (superior) de sí mismo antes de ser derrotado.

### Ms. Marvel
En el transcurso de sus dos series, Carol Danvers (Ms. Marvel) tuvo varias interacciones con AIM y MODOK; entre otros, ella fue salvada de ser desincorporada por 24 MODOCs embrionarios que habían sido equipados con poderes que alteran la realidad cuando trabajaban al unísono y separados en dos entidades separadas para cumplir su más profundo deseo. También, se hizo referencia, por parte del personal de AIM, a muchos MODOC reales que, al parecer, realmente funcionaban de la manera en que originalmente se suponía que MODOK lo había hecho (es decir, como supercomputadores orgánicos dóciles).

### MODOT
Modot (Movil Organism Designed Only for Talking), anteriormente Premio Nobel de la esperanza de Dimitri Smirkov, aparece en el tercer miniserie Howard el pato y, a diferencia de su predecesor Modok, puede caminar sin la ayuda de una silla flotante. No tenía ningún designio de conquista mundial, sino que solo estaba interesado en ganar dinero; esto puede deberse a que la rama de AIM que lo creó lo hizo específicamente para poder hablarla oficina central para aumentar su presupuesto. Terminó prácticamente gobernando las ondas, influyendo en millones de espectadores a través de cien anfitriones androides, presentadores y reporteros, todos controlados directamente por él.

### MODAAK
En las páginas de Spider-Gwen, que tiene lugar en la Tierra-65, el Capitán América lucha contra MODAAK (Mental Organism Designed As America's King). El autor basó este personaje en el entonces candidato presidencial estadounidense Donald Trump.

## Adaptaciones a otros medios

### Televisión
- MODOK aparece en los 90 en la serie animada Iron Man, con la voz de Jim Cummings.[50] Esta versión de George Tarleton era un científico que se casó con la supermodelo Alana Ulanova antes de que su celoso superior, el Fantasma Rojo, lo convirtiera en MODOK. Buscando una cura, se unió y se subordinó al Mandarín.
- Mientras que en Iron Man, Aventuras de Hierro, MODOK se ha convertido en el peor enemigo de Iron Man al ser el que dirige la AIM, aumentando su poder al absorber la energía del Láser Viviente.
- MODOK es unos de los secuaces de Doom en The Super Hero Squad Show
- MODOK aparece también en la serie Los Vengadores: Los héroes Más Poderosos del Planeta (2012), en los episodios de "La llegada de Iron Man", "Todo es maravilloso", "El Piquete de la Viuda", y "¡Salve, Hydra!"
- MODOK aparece como antagonista en la serie de Avengers Assemble, con la voz de Charlie Adler.[51] Esta versión es vista como el principal líder de A.I.M.. 
  - Es visto como un aliado de Cráneo Rojo durante la primera temporada, que aparece por primera vez en "El Protocolo de los Vengadores" episodios de dos partes para ayudar a Red Skull en el canje de su conciencia con el Capitán América. Entonces, después de que Red Skull volvió a su cuerpo, MODOK también robo la armadura y reactor a Tony Stark para Skull, volviéndolo Iron Skull y después utiliza microbots para controlar al Capitán América, Black Widow, Falcon, Hawkeye, Hulk y Thor para enfrentarse entre sí, mientras que Red Skull se dirige al reactor Arco en la Mansión de los Vengadores antes de que Iron Man libera a sus aliados. MODOK más tarde sirve como miembro fundador de la Camarilla de Red Skull, alistando sus fuerzas de AIM al tiempo que obtienen un ejecutor personal en el Super-Adaptoide. Pero en los episodios "Éxodo" y "La Batalla Final", a pesar de ser considerado siervo más grande de Red Skull, MODOK se encuentra traicionado y desempeña un papel en la derrota de Red Skull al quitarle la armadura y devolvérsela a Stark, después de que se escapa en un portal creado por el Tesseract, MODOK se convierte en el nuevo líder de la Camarilla y los teletransporta para luchar contra los Vengadores otro día.
  - En la segunda temporada, luego de que la Camarilla cayó, MODOK resurge en el episodio "Cabeza a Cabeza", usando la Gema Mente para esclavizar a S.H.I.E.L.D. y terminó transfiriendo brevemente su conciencia en el Tri-Carrier, y en el episodio "Heroes Diminutos" donde solía partículas Pym a aumentar su masa corporal - todo el camino hacia tener una forma completa cuerpo humano - en respuesta al peligro de Ultron representa para él, antes de que los Vengadores y Ant-Man restaurarlo a su estado habitual.
  - En la cuarta temporada, "Muestra tu Trabajo", MODOK planea repoblar la Tierra con sus propios clones, convirtiendo a Taskmaster de mala gana en aliado con los Nuevos Vengadores, y es derrotado por Ms. Marvel y la Visión. En el episodio, "La Ciudadela", aparece en Battleworld con Ares, Hombre Absorbente y Crimson Widow formados por Beyonder para capturar a Iron Man y el Capitán América. Al verlos fingir en una pelea entre ellos, los atacan y obtiene un objeto raro al que los malos quieren. Pero al escapar, es lanzado lejos con Crimson Widow y Hombre Absorbente, por Beyonder.
- MODOK aparece en la serie de Ultimate Spider-Man, con la voz de Charlie Adler.
  - En la primera temporada, el episodio "El Terrible Dr. Doom", MODOK solo fue visto en la base de datos de los criminales más buscados de S.H.I.E.L.D. En el episodio "Abajo el Escarabajo", la cámara de seguridad de S.H.I.E.L.D. muestra al Escarabajo que saca a MODOK de la cárcel, estos fueron un cameo.
  - En la tercera temporada, el episodio "Concurso de Campeones, parte 3" MODOK fue visto encarcelado en la nave del Gran Maestro. Su mente y la mente del Líder terminan comunicándose con Spider-Man, Araña de Hierro y el Agente Venom. Al estar de acuerdo para liberarlos, Spider-Man que quiere trabajar la máquina, teletransportadolos para salvar a todos los rehenes civiles a la Tierra. MODOK y Líder trabajan el teletransportador mientras los demás luchaban contra el Gran Maestro. Como están siendo evacuados los civiles finales, MODOK y El Líder aprovecharon la oportunidad para conseguir teletransportadose fuera de la nave del Gran Maestro.
- MODOK aparece también en Phineas & Ferb: Mission Marvel (2013),[52] con Charlie Adler repitiendo su papel.[53] Fue visto con Red Skull, Whiplash y Venom en su batalla contra Iron Man, Spider-Man, Hulk y Thor.
- MODOK aparece en la serie animada Guardianes de la Galaxia, con la voz de Charlie Adler. En el corto "Star-Lord vs. MODOK", él y AIM luchan contra Star-Lord en una misión para recuperar un generador de fusión que Rocket Raccoon necesita para reparar el Milano. Star-Lord logra derrotar a MODOK y escapar.
- MODOK aparece en el episodio de Spider-Man "A Troubled Mind", con la voz de Charlie Adlier.[54] Fue creado por AIM usando su robótica y tres dispositivos de proyección mental robados.
- Hulu emitió una serie animada M.O.D.O.K., con el personaje principal expresado por Patton Oswalt,[55] quien también coescribe y produce la serie con Jordan Blum.[56] Originalmente fue concebido como parte de su propio universo compartido que habría llevado a un especial llamado The Offenders, pero se convirtió en una serie independiente.[57] Fuera de los Estados Unidos, este programa se transmite en Disney+. Esta versión de M.O.D.O.K. tiene una familia, formada por su esposa Jodie Tarleton, su hijo Louis "Lou" Tarleton y su hija Melissa Tarleton, la última de las cuales comparte su apariencia.
  - Además, una versión de MODOK en edad universitaria desplazada en el tiempo llamada Anomaly (también expresada por Oswalt) aparece a lo largo de la primera temporada.

### Película
- M.O.D.O.K aparece en la película de Ant-Man and the Wasp: Quantumania (2023), interpretado por el actor Corey Stoll.[58] Esta versión es el protegido de Hank Pym, Darren Cross, anteriormente Yellowjacket, quien se encogió en el Reino Cuántico después de su derrota en Ant-Man (2015). La naturaleza desigual de su encogimiento resultó en su cabeza demasiado grande, y fue equipado con implantes cibernéticos por Kang el Conquistador, a quien M.O.D.O.K. sirve durante la mayor parte de la película, hasta traicionarlo y se sacrifica al enfrentar a Kang y ser nombrado como Vengador honorario por Scott Lang/Ant-Man, a quien ha llegado a ver como un "hermano".

### Videojuegos
- MODOK aparece como un jefe en Marvel: Ultimate Alliance, con la voz de Michael Gough.[50] Esta versión es un miembro de los Maestros del Mal del Doctor Doom. Lidera a A.I.M., Mysterio y Dínamo Carmesí en la invasión de la Base S.H.I.E.L.D. Omega antes de que los héroes los enfrenten y los derroten.
- MODOK aparece en el videojuego Marvel Super Hero Squad y Marvel Super Hero Squad: The Infinity Gauntlet, nuevamente con la voz de Tom Kenny.[50]
- MODOK aparece como un personaje jugable en Marvel vs. Capcom 3: Fate of Two Worlds y Ultimate Marvel vs. Capcom 3,[59] con la voz de Wally Wingert.[60]
- MODOK aparece como un jefe y un personaje jugable en Lego Marvel Super Heroes[61] con la voz de Dave Boat.[50]
- MODOK aparece como un personaje no jugable en Marvel vs. Capcom: Infinite, nuevamente con la voz de Wally Wingert.[50][62][63] Esta versión es el líder de A.I.M. brella, que realiza experimentos en la Gema de la Mente en nombre de Jedah Dohma. Él y su ejecutor Némesis son luego derrotados por un equipo de héroes, que toman la Gema de la Mente.
- MODOK aparece como un personaje jugable en Marvel: Contest of Champions.[64]
- MODOK aparece como un personaje jugable en Lego Marvel Super Heroes 2.[65]
- MODOK aparece en Marvel's Avengers, con la voz de Usman Ally.[50] Esta versión es el fundador de A.I.M. que busca limpiar la Tierra de individuos con superpoderes y construir un mundo protegido por la ciencia.[66] El Dr. George Tarleton fue inicialmente un científico que trabajó para los Vengadores y descubrió el cristal Terrigen que este último usaba para alimentar su nuevo Helicarrier, el Chimera. Tras el desastre de A-Day, que dejó a Tarleton mutado por la exposición al cristal, aprovecha el caos resultante para fundar AIM y establecer un estado policial virtual en el país durante los próximos cinco años para curar aparentemente a los Inhumanos, creado a raíz del desastre, con la ayuda de su compañera científica Monica Rappaccini y su fórmula de regeneración para mantenerse con vida. Su mutación agranda gradualmente su cabeza y le otorga tecnopatía. Sin embargo, habiendo desarrollado un odio por los superhéroes, Tarleton captura a los Inhumanos para aprovechar sus poderes y poder crear un ejército de Adaptoides para reemplazar a los Vengadores, solo para finalmente descubrir que la fórmula de Rappaccini se derivó de la sangre del Capitán América y que aceleró su mutación, convirtiéndolo en lo mismo que desprecia. Enfurecido, intenta matarla, pero sin éxito. Toma el nombre MODOK y planea librar al mundo de superpoderes, exterminando a todos los Inhumanos en la Tierra, incluido él mismo después. Los Vengadores finalmente frustran sus planes mientras Kamala Khan lo derrota, enviándolo a la bahía de San Francisco.